# 5262 Brucegoldberg
5262 Brucegoldberg è un asteroide della fascia principale del diametro medio di circa 33,25 km. Scoperto nel 1990, presenta un'orbita caratterizzata da un semiasse maggiore pari a 3,0893833 UA e da un'eccentricità di 0,1626478, inclinata di 15,98738° rispetto all'eclittica.